# Prêmio Otto Naegeli
O Prêmio Otto Naegeli (em alemão:  Otto Naegeli-Preis) é um prêmio da Suíça para pesquisa médica, concedido geralmente a cada dois anos. É um dois mais destacados prêmios de medicina da Suíça, dotado com 200.000 francos suíços.
O prêmio é destinado ao reconhecimento de pesquisadores na Suíça, instigando principalmente jovens pesquisadores. Foi instituído em 1960 e foi dotado desde 1984 com 100.000 francos suíços patrocinado pela Fundação Otto Naegeli. É concedido desde 1986 pela Fundação Bonizzi-Theler, que desde 1988 dotou o prêmio com 200.000 francos suíços bianualmente. É denominado em memória do professor de medicina interna da Universidade de Zurique Otto Naegeli (1871–1938).

## Recipientes
- 1960: Franz Leuthardt (1903–1985), bioquímica, endocrinologia
- 1961: Kitty Ponse (1897–1982), zoologia, endocrinologia
- 1962: Gian Töndury (1906–1985), anatomia
- 1964: Robert Schwyzer (1920–2015), zoologia, endocrinologia
- 1965: Ernst Luescher (1916–2002), bioquímica, trombocite e Micheline Bettex-Galland (1928–2015), bioquímica, trombocite
- 1966: Andrea Prader (1919–2001), pediatria, metabolismo
- 1967: Albert Renold (1923–1988), bioquímica, endocrinologia
- 1969: Konrad Akert (1919–2015), neurobiologia
- 1970: Robert Keller (1923–2004), imunologia
- 1972: Charles Rouiller (1922–1973), morfologia, histologia, Hugo Aebi (1921–1983), bioquímica, química clínica
- 1973: Hans R. Mühlemann (1917–1997), odontologia
- 1974: Ernst Sorkin (1921–2009), bioquímica, oncologia
- 1975: Max Marcell Burger (1933-), oncologia
- 1977: Hugo Studer (1929-), medicina interna, tiroide
- 1978: Rudolf Froesch (1929-), endocrinologia, insulina
- 1979: Max Birnstiel (1933-), biologia molecular
- 1981: Günter Baumgartner (1924–1991), neurologia, neurofisiologia
- 1982: Walter Jakob Gehring (1939–2014), biologia evolutiva
- 1983: Jules Angst (1926-), psiquiatria, depressão
- 1984: Werner Straub (1933-), medicina interna, metabolismo
- 1986: Lelio Orci (1937-), endocrinologia, biologia celular
- 1988: Rolf Zinkernagel	(1944-), imunologia/virologia experimental
- 1986: Lelio Orci (1937), endocrinologia, biologia celular
- 1990: Pierre Vassali (1931), patologia, hematologia
- 1992: Heidi Diggelmann (1936), microbilogia, retroviridae
- 1994: Heini Murer (1949), fisiologia, transporte de membrana
- 1996: Ueli Schibler (1947), biologia molecular, biorritmo
- 1998: Hans Hengartner (1944), imunologia experimental, virologia
- 2000: Susanne Suter (1943), pediatria, fibrose cística
- 2002: Walter Wahli (1946), biologia celular, equilíbrio energético
- 2004: Ernst Hafen (1956), biologia evolutiva e biologia sistêmica
- 2006: Susan Gasser (1955-), biologia molecular, epigenética
- 2008: Pierre-Alain Clavien (1957-), transplante
- 2010: Amos Bairoch (1957-), bioinformática, proteômica, Ruedi Aebersold (1954-), biologia sistêmica, proteômica
- 2012: Markus H. Heim (1961-), hepatologia, imunologia, Lars E. French (1963-), dermatologia
- 2014: Silvia Arber (1968-), neurobiologia
- 2016: Markus Gabriel Manz (1967-) e Adrian Ochsenbein (1967-), oncologia
- 2018: Nenad Ban, biologia molecular estrutural
- 2020: Christian Lüscher, neurobiologia e neurologia
- 2022: Nicolas Thomä, biologia estrutural[2]